# National Football League 1942
La stagione NFL 1942 fu la 23ª stagione sportiva della National Football League, la massima lega professionistica statunitense di football americano. La stagione iniziò il 13 settembre 1942 e si concluse con la finale del campionato che si disputò il 13 dicembre al Griffith Stadium di Washington e che vide la vittoria dei Washington Redskins sui Chicago Bears per 14 a 6.

## Modifiche alle regole
- Venne reso obbligatorio l'uso di bandierine o paletti flessibili per marcare l'incrocio delle linee laterali con quelle di touchdown.
- Venne chiarito che il centro per finire in fuorigioco dovesse oltrepassare con qualche parte del corpo la linea di difesa.
- Venne deciso che una metà partita non potesse terminare con una doppia penalità. Nel caso il tempo verrebbe prolungato di un down non cronometrato.
- Vennero vietate le appendici rimovibili alle scarpe dei kicker.
- Venne deciso che quando una falsa partenza di una linea provoca il fuorigioco dell'altra si debba punire il primo fallo.
- Venne deciso che un passaggio in avanti che tocchi un ricevitore ineleggibile possa venire comunque intercettato.
- Venne deciso che la sanzione per pass interference di un giocatore dell'attacco nella end zone avversaria sarebbe stato un touchback automatico.

## Stagione regolare
La stagione regolare si svolse in 11 giornate, iniziò il 13 settembre e terminò il 6 dicembre 1942.

### Risultati della stagione regolare
- V = Vittorie, S = Sconfitte, P = Pareggi, PCT = Percentuale di vittorie, PF = Punti Fatti, PS = Punti Subiti
- Nota: nelle stagioni precedenti al 1972 i pareggi non venivano conteggiati nel calcolo della percentuale di vittorie.

| Eastern Division    |    |   |   |     |     |     |
| Squadra             | V  | S | P | PCT | PF  | PS  |
| Washington Redskins | 10 | 1 | 0 | 909 | 227 | 102 |
| Pittsburgh Steelers | 7  | 4 | 0 | 636 | 167 | 119 |
| New York Giants     | 5  | 5 | 1 | 500 | 155 | 139 |
| Brooklyn Dodgers    | 3  | 8 | 0 | 273 | 100 | 168 |
| Philadelphia Eagles | 2  | 9 | 0 | 182 | 134 | 239 |

| Western Division  |    |    |   |      |     |     |
| Squadra           | V  | S  | P | PCT  | PF  | PS  |
| Chicago Bears     | 11 | 0  | 0 | 1000 | 376 | 84  |
| Green Bay Packers | 8  | 2  | 1 | 800  | 300 | 215 |
| Cleveland Rams    | 5  | 6  | 0 | 455  | 150 | 207 |
| Chicago Cardinals | 3  | 8  | 0 | 273  | 98  | 209 |
| Detroit Lions     | 0  | 11 | 0 | 0    | 38  | 263 |

## La finale
La finale del campionato si disputò il 13 dicembre al Griffith Stadium di Washington e vide la vittoria dei Washington Redskins sui Chicago Bears per 14 a 6.

## Vincitore
| Vincitori del campionato NFL 1942 Washington Redskins 2º titolo |